# Fitzroy (fiume)
Il Fitzroy è un fiume dell'Australia Occidentale.
Ha un bacino di 93.829 km² che drena le acque del versante meridionale del King Leopold Ranges da cui nasce scorrendo nella valle Fitzroy per una lunghezza complessiva di 733 km.
Il nome attuale gli fu dato in onore di Robert FitzRoy, capitano del HMS Beagle, prima nave europea a raggiungerne la foce. Il nome con cui lo identificano gli aborigeni è Mardoowarra.

## Percorso
Il fiume nasce nella zona orientale del King Leopold Ranges dirigendosi prima verso sud-ovest e poi verso nord-ovest per sfociare nella baia di King poco a sud di Derby. Nel suo corso raccoglie le acque di numerosi tributari: Margaret, Christmas, Hann, Sandy, Geegully, Piccolo Fitzroy, Collis, Adcock, Cunninghame, Yeeda River, Mudjalla Gully e Minnie.
Durante il percorso attraversa i centri abitati di Lower Liveringa Station, Fossil Downs Station, Fitzroy Crossing (dove il fiume è scavalcato dalla che collega Perth a Darwin), Gogo Station, Noonkanbah Station e Yeeda Station.
10 km dopo Fitzroy Crossing il fiume si separa in due bracci che si riuniscono 70 km più a valle formando l'isola Alexander. Il braccio settentrionale prende il nome di Cunninghame.

## Portata d'acqua
Il fiume, che ha una portata media annua d'acqua pari a 84 m³/s misurati a valle di Fitzroy Crossing, è frequentemente soggetto a eventi di piena a causa delle piogge monsoniche.
Il primo ponte costruito nel 1935 a Fitzroy Crossing era sovente inagibile nella stagione umida costringendo i viaggiatori a fare uso di una teleferica per poterlo attraversare. Un nuovo ponte più elevato fu infine costruito nel 1974.
Le maggiori piene si sono registrate nel 1983, 1986 e 2002 quando il livello dell'acqua raggiunse i 13 metri sopra il piano stradale del vecchio ponte con una portata stimata in 30.000 m³/s.
Sono stati avanzate proposte e progetti per costruire sbarramenti e dighe lungo il fiume per meglio controllarne la portata, alimentare centrali idroelettriche e deviare parte del flusso verso sud per rispondere al fabbisogno idrico di Perth, ma nessuno di questi è stato finora realizzato ad eccezione del Camballin Irrigation Scheme che a partire dal 1950 cercò di sfruttare le acque per alimentare ampie piantagioni di riso. Tuttavia il sistema risultò non redditizio e venne definitivamente abbandonato nel 1983.

## Esplorazione
Il primo europeo a raggiungere il Fitzroy fu nel George Grey che era imbarcato come sottotenente sul Beagle. Nel 1879 Alexander Forrest guidò una spedizione che risalì dalla foce fino al punto d'immissione del Margaret da cui poi, spingendosi verso est, raggiunsero Darwin.
Il primo insediamento stabile risale al 1880 quando venne fondata Yeeda Station. Nel corso del decennio successivo vennero man mano fondate le station più a monte.